# Kurtis Blow
Curtis Walker (9 de agosto de 1959, en Harlem, Nueva York), o conocido artísticamente como Kurtis Blow, es uno de los raperos pioneros en la industria de la grabación, y una de las primeras estrellas del mainstream. "The Breaks" (1980) es uno de los clásicos del hip-hop, con su pegadiza melodía de discoteca y su estilo de rapear.
Comenzó su carrera en Nueva York a mediados de los 70s, empezando como breakdancer y DJ antes de ser rapero. En 1980 editó su primer álbum, titulado Kurtis Blow. El primer sencillo fue Christmas Rappin. Por entonces, el Rappers Delight, de The Sugarhill Gang, se convertía en el primer éxito del hip-hop.
Kurtis se acredita con muchas primicias: 
- Primer artista de Hip-Hop en firmar en una de las principales disqueras
- Primer disco de oro para Hip-Hop ("The Breaks")
- Primer artista de hip-hop en recorrer Estados Unidos y Europa (con The Commodores, 1980)
- Primer artista de Hip-Hop en grabar un comercial nacional (Sprite)
- Primer artista de Hip-Hop en utilizar la caja de ritmos, la muestra y el loop de muestra
- Primer video musical de Hip-Hop ("Baloncesto")
- Primer productor de hip-hop (Productor del año 1983-85)
- Primer artista de Hip-Hop presentado en una telenovela ("One Life to Live")
- Primer millonario de Hip-Hop

Kurtis actuó en los largometraje Krush Groove y The Show. Además, Bob Dylan apareció en el álbum de Kurtis Blow Kingdom Blow, de 1986. En 2004, Blow grabó la canción "Hey Everybody" con MaxC y Bomfunk MC's para el álbum de ambos, Reverse Psychology. También coprodujo canciones para Fat Boys, en 1984 y 1985.
Blow fue uno de los primeros raperos mainstream de la historia, llegando a aparecer en un anuncio de la bebida refrescante Sprite.

## Discografía
- Kurtis Blow (1980, Mercury)
- Deuce (1981, Mercury)
- Tough (1982, Mercury)
- The Best Rapper on the Scene (1983, Mercury)
- Ego Trip (1984, Mercury)
- America (1985, Mercury)
- Kingdom Blow (1986, Mercury)
- Back by Popular Demand (1988, Mercury)